# Galtetand
Galtetand (Stachys) (også kaldet: Betonie) er en slægt med ca 30 arter, der er udbredt over det meste af den nordlige halvkugle samt Afrika og Australasien. Det er stauder eller – sjældnere – enårige urter med opret vækst og krybende jordstængler. Bladene er modsat stillede og rynkede med takket rand. Blomsterne sidder i kranse ved bladhjørnerne, og de er uregelmæssige. Frugterne er delfrugter med glatte, nødagtige enkeltfrugter. Her beskrives kun de arter, som er vildtvoksende i Danmark, eller som dyrkes her.
| Beskrevne arter |

- Enårig galtetand (Stachys annua)
- Kinaskok (Stachys affinis)
- Agergaltetand (Stachys arvensis)
- Lammeøre (Stachys byzantina)
- Havegaltetand (Stachys macrantha) eller Pragt-Betonie
- Lægegaltetand (Stachys officinalis) eller Læge-Betonie
- Kærgaltetand (Stachys palustris)
- Skovgaltetand (Stachys sylvatica)

| Andre arter |

- Stachys bullata
- Stachys candida
- Stachys coccinea
- Stachys crenata
- Stachys cretica
- Stachys emodi
- Stachys floridana
- Stachys germanica
- Stachys grandidentata
- Stachys inflata
- Stachys lavandulifolia
- Stachys milanii
- Stachys ocymastrum
- Stachys palaestina
- Stachys parviflora
- Stachys peruviana
- Stachys pusilla
- Stachys recta
- Stachys spectabilis
- Stachys tenuifolia
- Stachys thirkei
- Stachys viticina